# Копрофилия
| Фетишизм    |                    |
| МКБ-10-Код: | F65.8 (Копрофагия) |
| DSM IV-Код: | 302.9              |

Копрофилия (др.-греч. κόπρος — «навоз», «кал» и φιλία — «любовь») — разновидность экскрементофилии, форма сексуального поведения, при котором половое возбуждение и удовлетворение достигаются в ходе манипуляций с калом партнёра, в разных формах, от наблюдения за дефекацией до поедания фекалий (копрофагия).
Копрофилия является разновидностью фетишизма и мазохизма, чаще всего совмещая обе этих формы сексуального поведения, реже являясь лишь одной из них. Копрофилия как форма мазохизма широко распространена и является разновидностью морального мазохизма, когда человек достигает сексуального возбуждения и удовлетворения от того, что его партнёр осуществляет на него дефекацию.
Иногда данный вид фетишизма сопровождается компульсивным употреблением непристойных слов (копролалия).
Иногда данное сексуальное пристрастие может развиваться в копрофагию, поедание экскрементов. Так как в экскрементах содержится большое количество бактерий и грибков, такая сексуальная практика представляет определённую угрозу здоровью, особенно для людей со слабой иммунной системой.
Копрофилию причисляют к сексуальным перверсиям (парафилиям). Нет точных научных данных о числе людей, занимающихся копрофилией. Люди, предпочитающие копрофилию в любовной игре, часто занимаются урофилией, хотя обратное утверждение неверно, так как урофила в моче больше привлекает, в первую очередь, её тесная связь с половыми органами.

## Вэкологии
В экологии копрофилами называют организмы (например, грибы), чья среда обитания (например, субстрат) связана с экскрементами различных видов животных.

## Вкинематографе
Копрофилия нашла отражение в кинематографе, причём это не ограничивается только порнографическими лентами на соответствующую тематику. Так, например, в фильмах «Муви 43», «Зелёный слоник» и ряде других этому уделены отдельные эпизоды.